# Kiellijärvi
Kiellijärvi är en sjö i Finland och Sverige. Den ligger i kommunerna Enontekis och Kiruna i landskapen Lappland, Finland och Lappland, Sverige, i de norra delarna av länderna. Kiellijärvi ligger 458,7 meter över havet. Omgivningarna runt Kiellijärvi är i huvudsak ett öppet busklandskap. Arean är 2,61 kvadratkilometer och strandlinjen är 14,17 kilometer lång. Sjön  ingår i Torne älvs huvudavrinningsområde. 